# Vilhelm Månsson
Vilhelm Andreas Månsson, född 30 december 1863 i Sjögestads socken, död 15 juni 1953 i Örgryte församling, var en svensk bryggare.
Vilhelm Månsson var son till rusthållaren Albert Månsson. Efter genomgång av folkskola och Lunnevads folkhögskola ägnade han sig åt bryggeristudier, bland annat vid Michels bryggareskola i München, och blev 1889 underbryggmästare vid J. W. Lyckholm & co.:s bryggeri i Göteborg. Inom företaget, som grundats av Månssons morbror Johan Wilhelm Lyckholm, blev han 1893 bryggmästare och 1910 disponent. När Lyckholmska bryggeriet sammanslogs med J. A. Pripp & sons bryggeri, blev Månsson styrelseordförande för det nya bolaget. Han utförde hos AB Pripp & Lyckholm en i många avseenden banbrytande insats för den svenska bryggerihanteringen. Åren 1908–1930 var Månsson ledamot av Svenska bryggareföreningens styrelse. Månsson var vice ordförande i Örgryte kommunalnämnd, ledamot av kommunalfullmäktige samt vice ordförande i styrelserna för Ekmanska sjukhuset i Göteborg och Mölndals sjukhus. Han är begravd på Östra kyrkogården i Göteborg.